# Bogdan Velcescu
Florin-Bogdan Velcescu (n. 4 iunie 1990, Costești, România) este un deputat român, ales în 2024 din partea partidului Alianța pentru Unirea Românilor (AUR).

## Biografie
Velcescu s-a născut pe 4 iunie 1990, la Costești, județul Argeș în România.

### Deputat (2024–prezent)

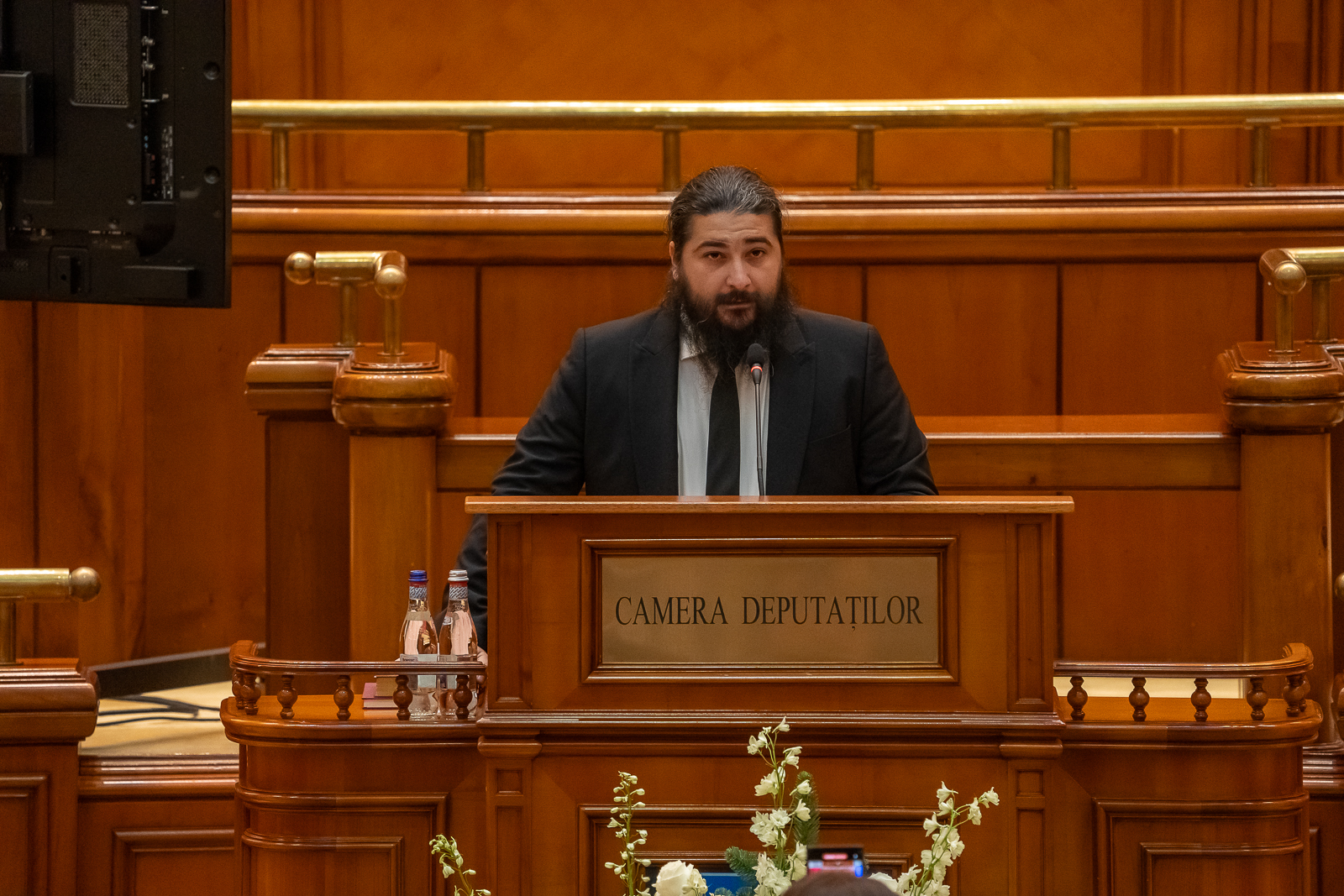
Velcescu depunând jurământul, 21 decembrie 2024

La alegerile parlamentare din 1 decembrie 2024, a fost ales membru al Camerei Deputaților de Argeș din AUR, preluând mandatul pe 21 decembrie. În prezent, este membru al Comisiei pentru agricultură, silvicultură, industrie alimentară și servicii specifice din Camera Deputaților. În martie 2025, Claudiu Târziu a susținut că George Simion, cu Velcescu ca interpus, i-a cerut să demisioneze din conducerea AUR, părăsind partidul în luna următoare.
O analiză din iunie 2025, realizată de Europa Liberă, relevă că el s‑a aflat printre cei 17 parlamentari care dețin proprietăți în București sau județul Ilfov și care, în același timp, încasau chirii de la stat.